# Volleybalvereniging SSS 2023-2024
Questa voce raccoglie le informazioni riguardanti il Volleybalvereniging SSS nelle competizioni ufficiali della stagione 2023-2024.

## Stagione
Il Volleybalvereniging SSS partecipa alla stagione 2023-24 con la denominazione sponsorizzata Simplex SSS.
Ottiene il sesto posto nella regular season di Eredivisie, qualificandosi alla Pool B, dalla quale accede a sua volta ai play-off scudetto, eliminato ai quarti di finale dal Lycurgus. Raggiunge i quarti di finale anche in Coppa dei Paesi Bassi, questa volta venendo estromesso dal torneo per mano dello Sliedrecht. 

## Organigramma societario
Area direttiva
- Presidente: Gepko Hahn
- Team manager: Emiel Sennema

Area tecnica
- Allenatore: Paul van der Ven
- Secondo allenatore: Marnix Elbers
- Assistente allenatore: Gert Hoogendoorn
- Scoutman: Lourens van der Linden

## Rosa
| N° | Nome                 | Ruolo | Data di nascita   | Nazionalità sportiva |
| -- | -------------------- | ----- | ----------------- | -------------------- |
| 1  | Mika Prins           | L     | 16 agosto 1999    | Paesi Bassi          |
| 2  | Jochem Bloem         | C     | 4 novembre 2000   | Paesi Bassi          |
| 3  | Hugo van Garderen    | P     | 7 dicembre 1996   | Paesi Bassi          |
| 4  | Niek Bakker          | C     | 7 marzo 1999      | Paesi Bassi          |
| 5  | Robin van Weerd      | S     | 25 luglio 1999    | Paesi Bassi          |
| 6  | Colin Zuijdgeest     | O     | 8 settembre 1998  | Paesi Bassi          |
| 7  | Ferdy van Dijk       | S     | 17 luglio 2001    | Paesi Bassi          |
| 8  | Steijn van den Bos   | O     | 1º novembre 2001  | Paesi Bassi          |
| 9  | Bram Berger          | O     | 27 aprile 2001    | Paesi Bassi          |
| 10 | Ludrich Inocente     | C     | 13 settembre 1996 | Paesi Bassi          |
| 11 | Alek Aleksov         | L     | 1º marzo 2004     | Paesi Bassi          |
| 12 | Sjoerd Zegwaard      | C     | 15 marzo 2003     | Paesi Bassi          |
| 13 | Michael Dowhaniuk    | S     | 23 febbraio 2000  | Canada               |
| 14 | Tieme de Jong        | P     | 10 novembre 2001  | Paesi Bassi          |
| -  | Meinko de Boer       | P     | -                 | Paesi Bassi          |
| -  | Gepko Hahn           | C     | -                 | Paesi Bassi          |
| -  | Wilco Duits          | C     | 22 marzo 1999     | Paesi Bassi          |
| -  | Josia Veenvliet      | O     | 12 marzo 2000     | Paesi Bassi          |
| -  | Thijs van Gessel     | S     | -                 | Paesi Bassi          |
| -  | Bertil van de Vliert | L     | 28 agosto 2000    | Paesi Bassi          |

## Statistiche

### Statistiche di squadra
| Competizione          | Punti | In casa | In casa | In casa | In trasferta | In trasferta | In trasferta | Totale | Totale | Totale |
| Competizione          | Punti | G       | V       | P       | G            | V            | P            | G      | V      | P      |
| --------------------- | ----- | ------- | ------- | ------- | ------------ | ------------ | ------------ | ------ | ------ | ------ |
| Eredivisie            | 27/17 | 14      | 10      | 4       | 15           | 4            | 11           | 29     | 14     | 15     |
| Coppa dei Paesi Bassi | -     | 1       | 0       | 1       | 1            | 1            | 0            | 2      | 1      | 1      |
| Totale                | -     | 15      | 10      | 5       | 16           | 5            | 11           | 31     | 15     | 16     |

### Statistiche dei giocatori
| Giocatore        | Eredivisie | Eredivisie | Eredivisie | Eredivisie | Eredivisie |
| Giocatore        | P          | PT         | AV         | MV         | BV         |
| ---------------- | ---------- | ---------- | ---------- | ---------- | ---------- |
| A. Aleksov       | ?          | 0          | 0          | 0          | 0          |
| N. Bakker        | ?          | 105        | 72         | 24         | 9          |
| B. Berger        | ?          | 106        | 86         | 11         | 9          |
| J. Bloem         | ?          | 223        | 152        | 59         | 12         |
| T. de Jong       | ?          | 37         | 15         | 21         | 1          |
| M. de Boer       | ?          | 1          | 1          | 0          | 0          |
| M. Dowhaniuk     | ?          | 230        | 196        | 17         | 17         |
| W. Duits         | ?          | 0          | 0          | 0          | 0          |
| G. Hahn          | ?          | 0          | 0          | 0          | 0          |
| L. Inocente      | ?          | 130        | 85         | 33         | 12         |
| M. Prins         | ?          | 1          | 0          | 0          | 1          |
| B. van de Vliert | ?          | 0          | 0          | 0          | 0          |
| S. van den Bos   | ?          | 204        | 180        | 12         | 12         |
| F. van Dijk      | ?          | 59         | 44         | 5          | 10         |
| H. van Garderen  | ?          | 34         | 14         | 10         | 10         |
| T. van Gessel    | ?          | 0          | 0          | 0          | 0          |
| R. van Weerd     | ?          | 314        | 273        | 18         | 23         |
| J. Veenvliet     | ?          | 0          | 0          | 0          | 0          |
| S. Zegwaard      | ?          | 1          | 0          | 1          | 0          |
| C. Zuijdgeest    | ?          | 145        | 130        | 11         | 4          |

P = presenze; PT = punti totali; AV = attacchi vincenti; MV = muri vincenti; BV = battute vincenti

NB: Non sono disponibili i dati relativi alla Coppa dei Paesi Bassi e, di conseguenza, quelli totali